# ستيف وارد
ستيف وارد (بالإنجليزية: Steve Ward)‏ هو سياسي أمريكي، ولد في 1960. حزبياً، نشط في الحزب الجمهوري.